# Arthur Zimmermann (Diplomat)

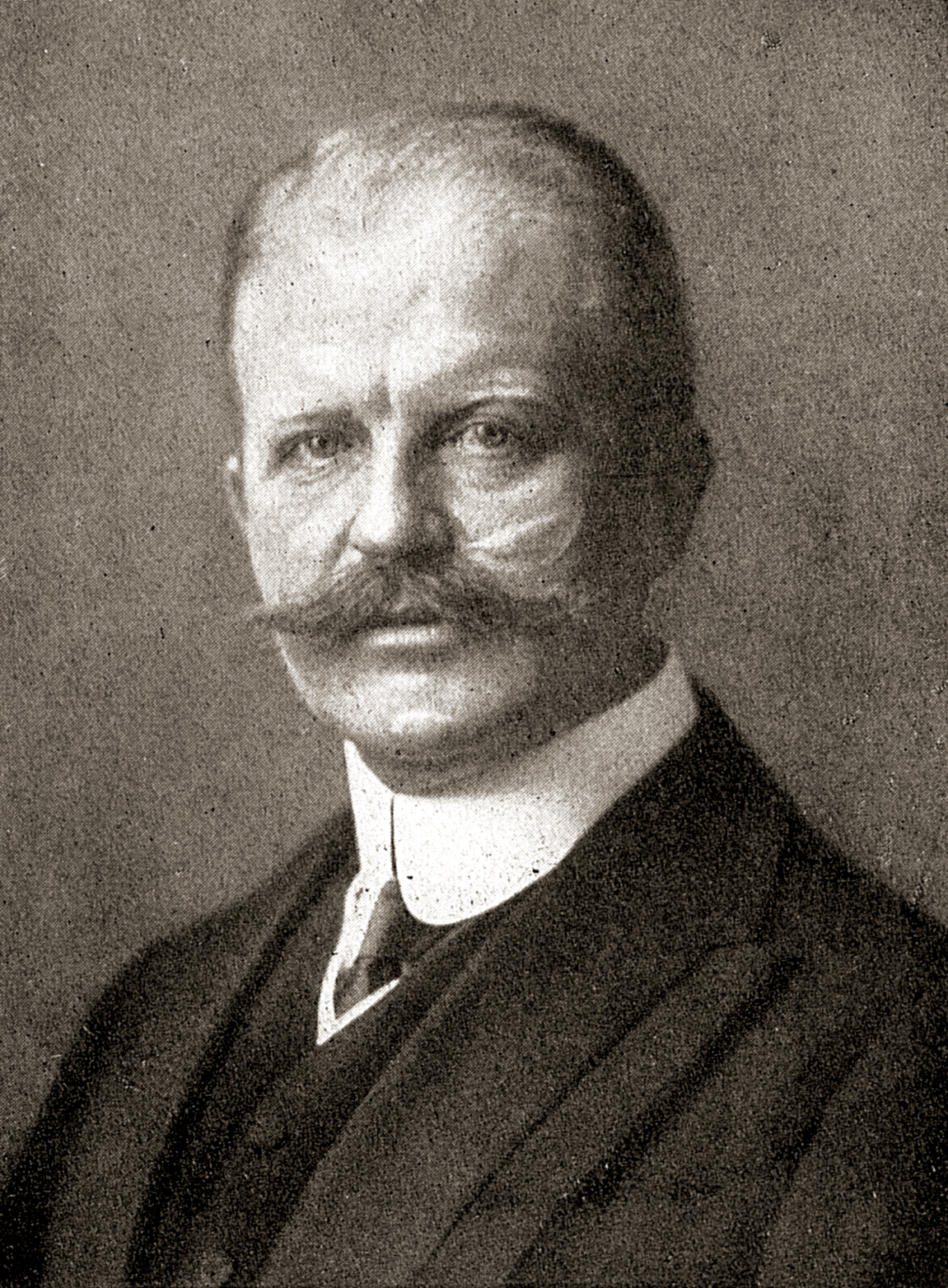
Arthur Zimmermann

Arthur Zimmermann (* 5. Oktober 1864 in Marggrabowa, Ostpreußen; † 6. Juni 1940 in Berlin) war ein deutscher Diplomat. 1916/17 leitete er als Staatssekretär das Auswärtige Amt.

## Leben
Zimmermann besuchte das Königliche Gymnasium Lyck und das Kneiphöfsche Gymnasium in Königsberg. Er studierte Rechtswissenschaft an der Albertus-Universität Königsberg und der Universität Leipzig. Er wurde Mitglied des Corps Masovia (1884) und des Corps Lusatia Leipzig (1885). Nach dem Ersten Staatsexamen 1887, der Referendarausbildung in Ostpreußen und dem Zweiten Staatsexamen 1892 war er zunächst Gerichtsassessor am Landgericht Königsberg, dann 1893 Assessor im auswärtigen Dienst. Als Vizekonsul in Shanghai, Kanton und Tientsin bewährte er sich 1901 im Boxeraufstand.  
1902 wurde er Legationsrat im Auswärtigen Amt, 1903 Wirklicher Legationsrat und Vortragender Rat in der Rechtsabteilung, dann in der Politischen Abteilung. 1907 Geh. Legationsrat mit dem Range der Räte II. Klasse, 1910 Dirigent der Politischen Abteilung und 1911 Unterstaatssekretär. 1913 bis 1916 war er im Auswärtigen Amt unter Staatssekretär Gottlieb von Jagow tätig. Zimmermann war im Laufe der Mission Hoyos während der Julikrise an der Entscheidung beteiligt, Österreich-Ungarn im Krieg gegen das Königreich Serbien zu unterstützen. Als Jagow Mitte 1916 aus Protest gegen den uneingeschränkten U-Boot-Krieg zurücktrat, wurde Zimmermann am 22. November 1916 sein Nachfolger als Staatssekretär im Auswärtigen Amt. Auf diesem Posten war er der erste Nichtadelige, der zudem aus dem konsularischen Dienst kam. Er galt als Unterstützer der Obersten Heeresleitung und schlug im Dezember 1916 der Triple Entente ein Friedensangebot vor, das diese jedoch ablehnten.

### Depesche

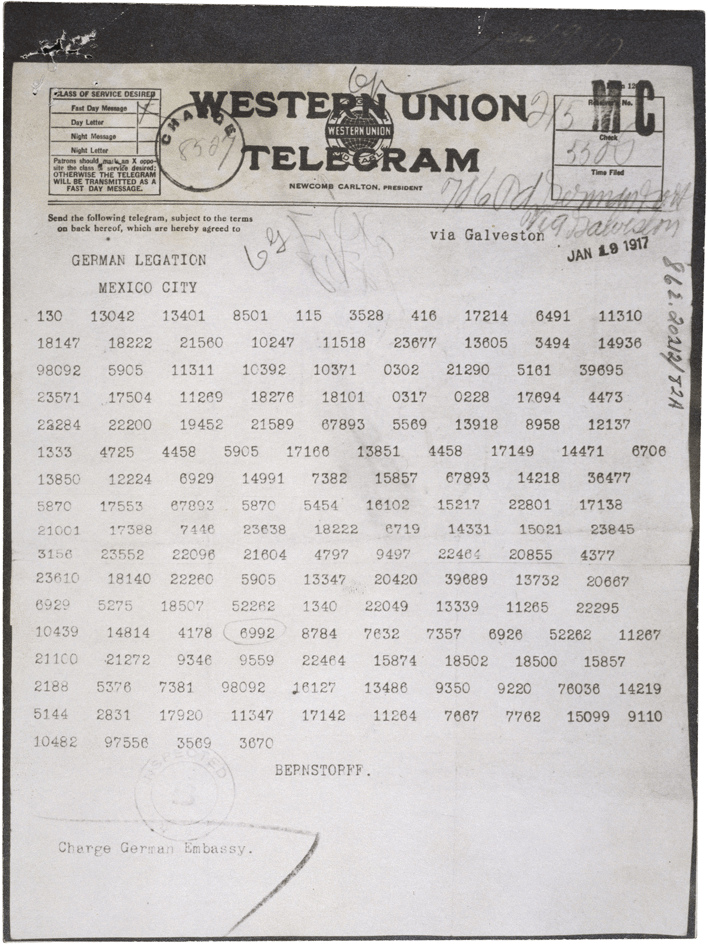
Zimmermann-Depesche

Im Januar 1917 verfasste er die Zimmermann-Depesche, worin er ein Bündnis mit Mexiko und dem Japanischen Kaiserreich vorschlug, um im Falle eines Kriegseintritts die Vereinigten Staaten von Süden her angreifen zu können. Mexiko wurde deutsche Unterstützung zur Rückgewinnung der im 19. Jahrhundert an die USA verlorengegangenen Territorien in Aussicht gestellt. Doch das Telegramm an die deutsche Botschaft in Mexiko-Stadt wurde vom britischen Geheimdienst dechiffriert und an die USA weitergeleitet. Es brachte Deutschland in diplomatische Verlegenheiten und trug zum Kriegseintritt der Vereinigten Staaten am 6. April 1917 auf Seiten der Entente bei. Aus immer noch ungeklärten Gründen bestätigte Zimmermann in der Folge öffentlich die Authentizität des Dokuments, weshalb er am 6. August 1917 aus der Regierung entlassen wurde.

### Corps
Zwei Jahrzehnte lang war Zimmermann der geistige Mittelpunkt der in Berlin ansässigen Masuren und Lausitzer. Die Trauerrede im Krematorium Berlin-Wilmersdorf hielt Ernst Felsch, Senatspräsident am Preußischen Oberverwaltungsgericht.

## Ehrungen
Nach einer handschriftlichen Liste im Politischen Archiv des Auswärtigen Amtes wurde Zimmermann mit folgenden Orden ausgezeichnet:
- Orden der Aufgehenden Sonne (1897)[5]
- Roter Adlerorden IV. Klasse (1899)[6]
- Landwehrdienstauszeichnung II. Klasse (1900)
- Schwerter zum Roten Adlerorden IV. Klasse (1900)
- Mecidiye-Orden II. Klasse (1905)
- Erlöser-Orden, Kommandeurskreuz (1906)
- Orden vom Doppelten Drachen 2. Stufe, II. Klasse (1907)
- Roter Adlerorden III. Klasse mit der Schleife (1907)[7]
- Großkreuz des persischen Sonnen- und Löwenordens (1908)
- Orden vom Siegel Salomons, Großoffizierskreuz (1908)[8]
- Kronenorden II. Klasse (1909)[9]
- Franz-Joseph-Orden, Komturkreuz mit Stern (1909)
- Stern von Rumänien, Großoffizierskreuz (1909)
- Franz-Joseph-Orden, Großkreuz (1910)
- Orden des Brustbildes von Bolivar, Komturkreuz mit Stern (1912)
- Mecidiye-Orden I. Klasse (1912)
- Großkreuz des Bulgarischen Zivilverdienstordens (1912)
- Orden der Eisernen Krone (Österreich) I. Klasse (1913)
- Stern zum Kronen-Orden II. Klasse (1913)
- Verdienstorden der Bayerischen Krone, Großkomtur (1913)
- Orden der Krone von Italien, Großkreuz (1913)
- Albrechtsorden, Komturkreuz (1913)
- Russischer Orden der Heiligen Anna I. Klasse (1913)
- Großkreuz des Ordens der Krone von Rumänien (1913)
- Großkreuz des Belgischen Kronenordens (1913)
- Orden al Mérito de Chile I. Klasse (1914)
- Eisernes Kreuz am weißen Bande (1915)
- Eisernes Kreuz I. Klasse (1917)
- Österreichisch-kaiserlicher Leopold-Orden, Großkreuz (1917)
- Großkreuz des Greifenorden (1917)
- St. Alexander-Orden mit Schwertern (1917)
- Roter Adlerorden I. Klasse mit Eichenlaub und Schwertern am Ringe (1917)
- Osmanje-Orden, Großkreuz (1917)
- Erinnerungsmedaille zum Besuch des Deutschen Kaisers Wilhelm II. in Istanbul (1917)[10]
- Finnischer Orden des Freiheitskreuzes I. Klasse (1918)
- Ehrenmitglied des Corps Lusatia Leipzig (1929)